# Гришин Євген Борисович
Гришин Євген Борисович (1 жовтня 1959) — радянський ватерполіст.
Учасник Олімпійських Ігор 1980, 1988 років.
Чемпіон Європи з водного поло 1983, 1985 років.
Олімпійський чемпіон 1980 року.
Чемпіон світу з водних видів спорту 1982 року.
Бронзовий призер Олімпійських ігор 1988 року.
Бронзовий призер Чемпіонату світу з водних видів спорту 1986 року.